# 凱塞格山
46°58′09″N 12°14′29″E / 46.96917°N 12.24139°E

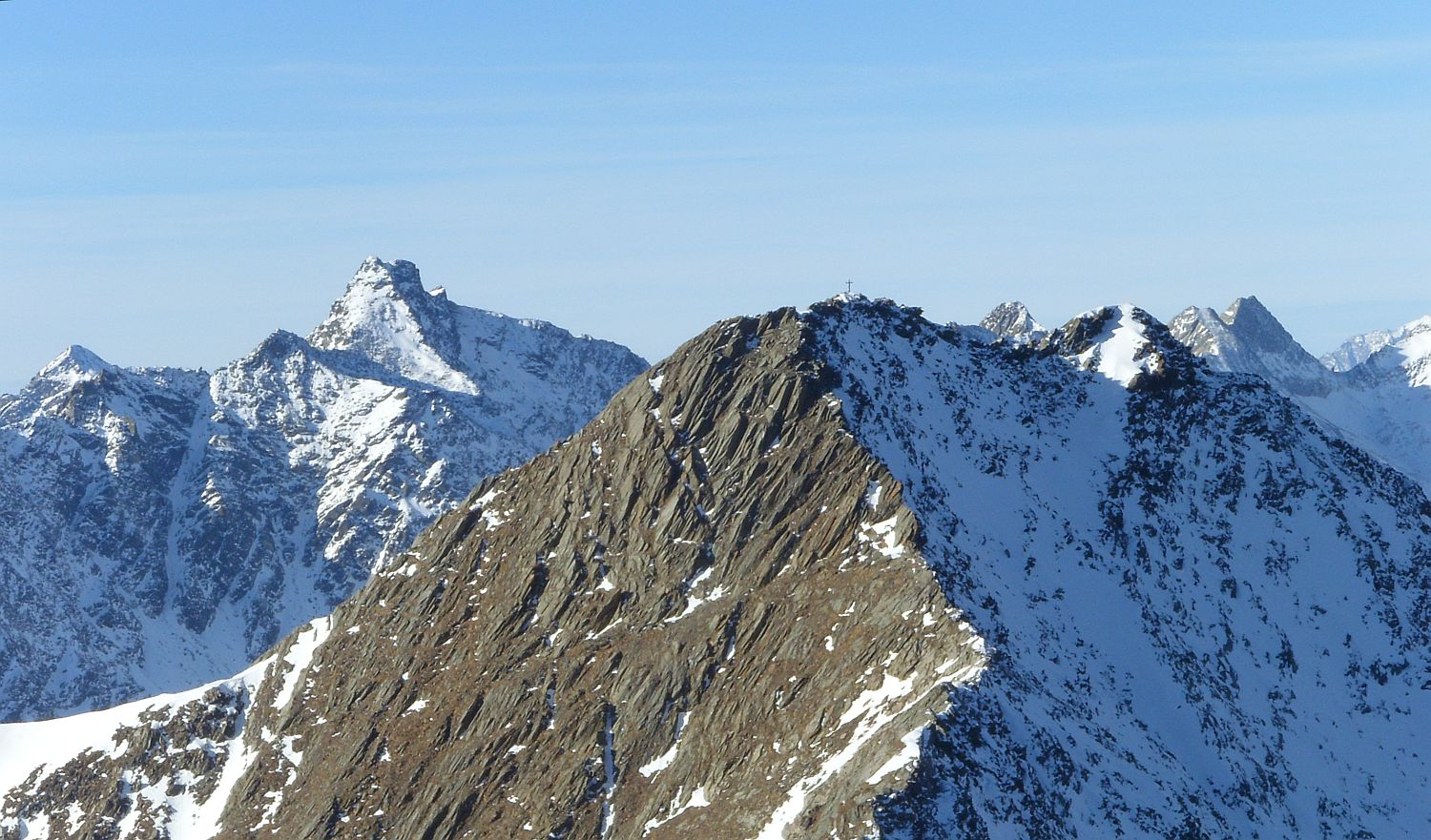

凱塞格山（德語：Keesegg），是奧地利的山峰，位於該國西部，由蒂羅爾州負責管轄，屬於維內迪傑山脈的一部分，距離達貝峰5.4公里，海拔高度3,173米，人類在1894年7月首次登頂。